# Olympische Jugend-Sommerspiele 2010/Judo
| Judo bei den I. Olympischen Jugend-Sommerspielen | Judo bei den I. Olympischen Jugend-Sommerspielen |
| Olympische Ringe · Judo                          | Olympische Ringe · Judo                          |
| Informationen                                    | Informationen                                    |
| ------------------------------------------------ | ------------------------------------------------ |
| Teilnehmer:                                      | 102 Athleten                                     |
| Datum:                                           | 21. August–25. August                            |
| Austragungsort:                                  | International Convention Centre                  |
| Wettkampfort:                                    | Singapur                                         |
| Entscheidungen:                                  | 9                                                |
|                                                  | Nanjing 2014 →                                   |
| Olympische Ringe                                 | Judo                                             |

| Olympische Jugend-Sommerspiele 2010 (Medaillenspiegel Judo) | Olympische Jugend-Sommerspiele 2010 (Medaillenspiegel Judo) | Olympische Jugend-Sommerspiele 2010 (Medaillenspiegel Judo) | Olympische Jugend-Sommerspiele 2010 (Medaillenspiegel Judo) | Olympische Jugend-Sommerspiele 2010 (Medaillenspiegel Judo) | Olympische Jugend-Sommerspiele 2010 (Medaillenspiegel Judo) |
| Platz                                                       | Mannschaft                                                  | Goldmedaillen                                               | Silbermedaillen                                             | Bronzemedaillen                                             | Gesamt                                                      |
| ----------------------------------------------------------- | ----------------------------------------------------------- | ----------------------------------------------------------- | ----------------------------------------------------------- | ----------------------------------------------------------- | ----------------------------------------------------------- |
| 01                                                          | Japan                                                       | 2                                                           | —                                                           | —                                                           | 2                                                           |
| 0                                                           | Südkorea                                                    | 2                                                           | —                                                           | —                                                           | 2                                                           |
| 0                                                           | Vereinigte Staaten                                          | 2                                                           | —                                                           | —                                                           | 2                                                           |
| 04                                                          | Gemischte Mannschaft                                        | 1                                                           | 1                                                           | 2                                                           | 4                                                           |
| 05                                                          | Belgien                                                     | 1                                                           | 1                                                           | —                                                           | 2                                                           |
| 06                                                          | Tschechien                                                  | 1                                                           | —                                                           | —                                                           | 1                                                           |
| 07                                                          | Russland                                                    | —                                                           | 2                                                           | —                                                           | 2                                                           |
| 08                                                          | Deutschland                                                 | —                                                           | 1                                                           | 1                                                           | 2                                                           |
| 0                                                           | Nordkorea                                                   | —                                                           | 1                                                           | 1                                                           | 2                                                           |
| 0                                                           | Ungarn                                                      | —                                                           | 1                                                           | 1                                                           | 2                                                           |
| 11                                                          | Brasilien                                                   | —                                                           | 1                                                           | —                                                           | 1                                                           |
| 0                                                           | Usbekistan                                                  | —                                                           | 1                                                           | —                                                           | 1                                                           |
| 13                                                          | Ukraine                                                     | —                                                           | —                                                           | 2                                                           | 2                                                           |
| 14                                                          | Armenien                                                    | —                                                           | —                                                           | 1                                                           | 1                                                           |
| 0                                                           | Dänemark                                                    | —                                                           | —                                                           | 1                                                           | 1                                                           |
| 0                                                           | Kambodscha                                                  | —                                                           | —                                                           | 1                                                           | 1                                                           |
| 0                                                           | Kirgisistan                                                 | —                                                           | —                                                           | 1                                                           | 1                                                           |
| 0                                                           | Kroatien                                                    | —                                                           | —                                                           | 1                                                           | 1                                                           |
| 0                                                           | Litauen                                                     | —                                                           | —                                                           | 1                                                           | 1                                                           |
| 0                                                           | Österreich                                                  | —                                                           | —                                                           | 1                                                           | 1                                                           |
| 0                                                           | Slowenien                                                   | —                                                           | —                                                           | 1                                                           | 1                                                           |
| 0                                                           | Slowakei                                                    | —                                                           | —                                                           | 1                                                           | 1                                                           |
| 0                                                           | Spanien                                                     | —                                                           | —                                                           | 1                                                           | 1                                                           |
| 0                                                           | Belarus                                                     | —                                                           | —                                                           | 1                                                           | 1                                                           |

Bei den Olympischen Jugend-Sommerspielen 2010 in Singapur wurden vom 21. bis 23. und am 25. August 2010 neun Wettbewerbe im Judo ausgetragen.

## Jungen

### 55 kg
| Platz | Land | Athleten                   |
| ----- | ---- | -------------------------- |
| 1     | CZE  | David Pulkrábek            |
| 2     | UZB  | Mansurxo'ja Mo'minxo'jayev |
| 3     | ESP  | Pedro Rivadulla            |
| 3     | UKR  | Dmytro Atanow              |
| 5     | COM  | Takidine Fahariya          |
| 5     | IND  | Subash Yadav               |

Die Wettkämpfe fanden am 21. August statt.

### Bis 66 kg
| Platz | Land | Athleten              |
| ----- | ---- | --------------------- |
| 1     | USA  | Maxamillian Schneider |
| 2     | PRK  | Hyon Song-chol        |
| 3     | ARM  | Dawit Ghasarjan       |
| 3     | DEN  | Phuc Cai              |
| 5     | GEO  | Beka Tughuschi        |
| 5     | MNG  | Otgonbajaryn Dölgöön  |

Die Wettkämpfe fanden am 21. August statt.
 Patrick Marxer schied in der 3. Runde (Hoffnungsrunde) aus und belegte Platz 13

### Bis 81 kg
| Platz | Land | Athleten             |
| ----- | ---- | -------------------- |
| 1     | KOR  | Lee Jae-hyung        |
| 2     | RUS  | Chassan Chalmursajew |
| 3     | HUN  | Krisztián Tóth       |
| 3     | SVK  | Arpád Szakács        |
| 5     | GRE  | Alexios Danatsidis   |
| 5     | TUR  | Batuhan Efemgil      |

Die Wettkämpfe fanden am 22. August statt.
 Michael Greiter schied in der 4. Runde (Finale der Hoffnungsrunde) aus.

### Bis 100 kg
| Platz | Land | Athleten         |
| ----- | ---- | ---------------- |
| 1     | JPN  | Ryosuke Igarashi |
| 2     | BEL  | Toma Nikiforov   |
| 3     | GER  | Marius Piepke    |
| 3     | KGZ  | Bolot Toktogonow |
| 5     | CUB  | Álex García      |
| 5     | SRB  | Mateja Glušac    |

Die Wettkämpfe fanden am 23. August statt.

## Mädchen

### Bis 44 kg
| Platz | Land | Athleten        |
| ----- | ---- | --------------- |
| 1     | KOR  | Bae Seul-bi     |
| 2     | HUN  | Barbara Batizi  |
| 3     | BLR  | Wita Walnowa    |
| 3     | CAM  | Sothea Sam      |
| 5     | BUL  | Joana Damjanowa |
| 5     | PER  | Lesly Cano      |

Die Wettkämpfe fanden am 21. August statt.

### Bis 52 kg
| Platz | Land | Athleten         |
| ----- | ---- | ---------------- |
| 1     | USA  | Katelyn Bouyssou |
| 2     | RUS  | Anna Dmitrijewa  |
| 3     | AUT  | Christine Huck   |
| 3     | PRK  | Ri Un-ju         |
| 5     | NED  | Laura Prince     |
| 5     | POL  | Maja Rasińska    |

Die Wettkämpfe fanden am 22. August statt.

### Bis 63 kg
| Platz | Land | Athleten            |
| ----- | ---- | ------------------- |
| 1     | JPN  | Miku Tashiro        |
| 2     | BRA  | Flávia Gomes        |
| 3     | CRO  | Barbara Matić       |
| 3     | LTU  | Laura Naginskaitė   |
| 5     | ISR  | Rotem Shor          |
| 5     | UZB  | Gulnoza Matniyazova |

Die Wettkämpfe fanden am 22. August statt.

### Bis 78 kg
| Platz | Land | Athleten                    |
| ----- | ---- | --------------------------- |
| 1     | BEL  | Lola Mansour                |
| 2     | GER  | Natalia Kubin               |
| 3     | SLO  | Urška Potočnik              |
| 3     | UKR  | Ksenija Dartschuk           |
| 5     | GUA  | Melva Marina Tobar Calderón |
| 5     | SRB  | Una Svetlana Tuba           |

Die Finalwettkämpfe fanden am 23. August statt.

## Gemischte Mannschaft
| Platz | Land                 | Athleten |
| ----- | -------------------- | --- |
| 1     | Gemischte Mannschaft | 44 kg: Lesly Cano ( PER) 55 kg: Pedro Rivadulla ( ESP) 52 kg: Andrea Krišandová ( SVK) 66 kg: Qairat Aghybajew ( KAZ) 63 und 78 kg: Miku Tashiro ( JPN) 81 kg: Daryl Lokuku Ngambomo ( COD) 100 kg: Álex García ( CUB)                             |
| 2     | Gemischte Mannschaft | 44 kg: Anna Dmitrijewa ( RUS) 55 kg: Jeremy Saywell ( MLT) 52 kg: Jennet Geldibewa ( TKM) 66 kg: Babacar Cissé ( SEN) 63 kg: Haley Baxter ( NZL) 81 kg: Otgonbajaryn Dölgöön ( MNG) 78 kg: Lola Mansour ( BEL) 100 kg: Marius Piepke ( GER)        |
| 3     | Gemischte Mannschaft | 44 kg: Neha Thakur ( IND) 55 kg: Mansurxo'ja Mo'minxo'jayev ( UZB) 52 kg: Christine Huck ( AUT) 66 kg: Ioan Vișan ( ROU) 63 kg: Andrea Guillén ( CRC) 81 kg: Eldin Omerović ( BIH) 78 kg: Barbara Matić ( CRO) 100 kg: Pedro Pineda ( VEN)         |
| 3     | Gemischte Mannschaft | 44 kg: Bae Seul-bi ( KOR) 55 kg: Fabio Basile ( ITA) 52 kg: Gaëlle Némorin ( MRI) 66 kg: Patrik Ferreira Martins ( AND) 63 kg: Rotem Shor ( ISR) 81 kg: Kevin Fernández ( HON) 78 kg: Ksenija Dartschuk ( UKR) 100 kg: Batuhan Efemgil ( TUR)      |
| 5     | Gemischte Mannschaft | 44 kg: Dieulourdes Joseph ( HAI) 55 kg: Diau Bauro ( FIJ) 52 kg: Alexandra Pop ( ROU) 66 kg: Phuc Cai ( DEN) 63 kg: Sopio Beridse ( GEO) 81 kg: Rijad Dedeić ( MNE) 78 kg: Melva Marina Tobar Calderón ( GUA) 100 kg: Ryosuke Igarashi ( JPN)      |
| 5     | Gemischte Mannschaft | 44 kg: Sothea Sam ( CAM) 55 kg: Abdulrahman Anter ( YEM) 52 kg: Tang Jing Fang ( SIN) 66 kg: Brandon Arends ( ABW) 63 kg: Laura Naginskaitė ( LTU) 81 kg: Alexios Danatsidis ( GRE) 78 kg: Natalia Kubin ( GER) 100 kg: Bruno Abel Villalba ( ARG) |
| 9     | Gemischte Mannschaft | 66 kg: Patrick Marxer |

Die Wettkämpfe fanden am 25. August statt.